# Lanassa exelysis
Lanassa exelysis är en ringmaskart som beskrevs av Anne D. Hutchings och Glasby 1988. Lanassa exelysis ingår i släktet Lanassa och familjen Terebellidae. Inga underarter finns listade i Catalogue of Life.